# Mahan Rahmani
Mahan Rahmani (* 15. Juni 1996 in Teheran) ist ein iranischer Fußballspieler.

## Karriere
Mahan Rahmani erlernte das Fußballspielen in der Jugendmannschaft von Saipa Teheran. Hier unterschrieb er im Juli 2014 auch seinen ersten Vertrag. Der Verein aus Karadsch, einer Stadt in der Provinz Alborz, spielte in der ersten iranischen Liga, der Persian Gulf Pro League. Bis Juli 2016 stand er 20-mal für Saipa in der ersten Liga auf dem Spielfeld. Am 10. Juli 2016 wechselte er zum Ligakonkurrenten Paykan Teheran. Für Paykan absolvierte er 67 Erstligaspiele. Ende Oktober 2020 ging er in die zweite iranische Liga, der Azadegan League. Hier nahm ihn Mes Kerman aus Kerman unter Vertrag. Nach acht Zweitligaspielen zog es ihn im Mai 2021 nach Thailand, wo ihn der Erstligaaufsteiger Nongbua Pitchaya FC unter Vertrag nahm. Der Verein aus Nong Bua Lamphu spielte in der ersten thailändischen Liga, der Thai League. Für den Verein bestritt er sieben Erstligaspiele. Im Sommer 2022 wurde sein Vertrag nicht verlängert.